# Джело Биафра
Ерик Рийд Баучър, по-известен като Джело Биафра (на английски: Eric Reed Boucher, Jello Biafra), е американски пънк рок музикант и политически активист, известен като бивш вокал и автор на песни на „Дед Кенедис“. Роден е на 17 юни 1958 г. в град Боулдър, щата Колорадо.
Джело Биафра е влиятелен музикант и политически активист. Съосновател на една от ранните пънк групи в Калифорния, „Дед Кенедис“, които оказват влияние на обществото и дават вдъхновение на много други групи. Джело Биафра се кандидатира за кмет на Сан Франциско през есента на 1979 г., когато завършва четвърти в надпреварата от десет кандидати. За него гласуват 3,50% от гласоподавателите (6591 гласа). Идеята му не е да спечели изборите, а да даде гласност на проблемите в общество по време на кандидатурата си. Джело Биафра участва в Сиатълските протести през 1999 г. с други антиглобалисти. През 2000 г. Зелената партия в щата Ню Йорк предлага Джело Биафра за кандидат-президент на САЩ. Въпреки че речта му пред конгреса на партията е приета добре, мнозинството от делегатите гласуват за Ралф Нейдър.
Към края на 2005 г. Джело Биафра изнася концерти с групата „Мелвинс“.